# Eudald Forment Giralt
Eudald Forment Giralt (Barcelona, 1946) és un filòsof català.
És Doctor en Filosofia per la Universitat de Barcelona, on ostenta la càtedra de Metafísica, que havia ocupat anteriorment el professor Francesc Canals i Vidal, del qual ha estat deixeble. Es formà en l'anomenada Escola Tomista de Barcelona. Ha estat sotsdirector de la Revista Espíritu. Des del 1989 és catedràtic de metafísica a la Universitat de Barcelona.
Les seves línies de recerca se centren fonamentalment en el tomisme. És membre ordinari de l'Acadèmia Pontifícia de Sant Tomás d'Aquino de Roma i de la Società Internazionale Tommaso d'Aquino (SITA).

## Publicacions principals
- Ser y persona, Barcelona: Univ. de Barcelona, 1983 ISBN 9788475281049
- Persona y modo substancial, Barcelona: PPU, 1ª ed. 1984, 2ª ed. 1984
- Introducción a la Metafísica, Barcelona: Univ. de Barcelona, 1985
- Dios y el hombre, Barcelona: Edit. Casals, 1987
- El problema de Dios en la Metafísica, Promociones Publicaciones Universitarias, Barcelona, 1988
- Filosofía del ser, Barcelona: PPU, 1988
- Principios básicos de la Bioética, Madrid: Edit. Palabra, 1990
- Historia de la filosofía tomista en la España Contemporánea, Madrid: Ediciones Encuentro, 1998 ISBN 9788474904918
- Id a Tomás: Principios Fundamentales del Pensamiento de Santo Tomás, Pamplona: Ediciones Gratis Date, 1998
- Tomas de Aquino Esencial, Editorial Montesinos, 2008 ISBN 9788496831599
- Lecciones de metafísica[Enllaç no actiu], Ediciones Rialp, 1992 ISBN 9788432129230
- "Metafísica", Madrid; Ediciones Palabra SA, Colección Albatros, 2009 ISBN 9788498402643